# Melormenis infuscata
Melormenis infuscata är en insektsart som först beskrevs av Stsl 1864.  Melormenis infuscata ingår i släktet Melormenis och familjen Flatidae. Inga underarter finns listade i Catalogue of Life.